# NGC 6135
NGC 6135 é uma galáxia espiral (S) localizada na direcção da constelação de Draco. Possui uma declinação de +64° 59' 00" e uma ascensão recta de 16 horas, 14 minutos e 24,9 segundos.
A galáxia NGC 6135 foi descoberta em 9 de Julho de 1886 por Lewis A. Swift.